# 江沼郡
- 令制国一覧 > 北陸道 > 加賀国 > 江沼郡
- 日本 > 中部地方 > 石川県 > 江沼郡

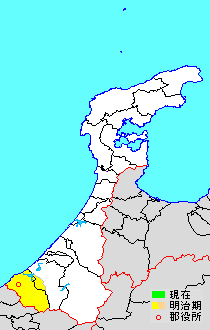
石川県江沼郡の範囲

江沼郡（えぬまぐん・えぬのこおり）は、石川県（加賀国）にあった郡。

## 郡域
1878年（明治11年）に行政区画として発足した当時の郡域は、下記の区域にあたる。
- 加賀市
- 小松市の一部（額見町、月津町、矢田町、矢田野町、下粟津町、林町、戸津町、湯上町、上荒屋町、那谷町、菩提町、滝ヶ原町以西および湖東町の一部）

## 歴史

### 古代
- 反正天皇年間 - 江沼国造が設置される。
- 大聖寺川、梯川や動橋川の川を意味する江と加賀三湖の沼から名付けられた。当初は「えぬ」と読まれていた。
- 689年（持統天皇3年）から692年（同6年）頃 - 越国の分割で越前国が設置され、このとき11郡の一つとして手取川以南に設ける。
- 弘仁14年6月4日（823年7月3日） - 北部を能美郡として分離[1]。

### 近世以降の沿革
- 明治初年時点で、全域が加賀大聖寺藩領であった。「旧高旧領取調帳データベース」に記載されている明治初年時点での村は以下の通り[注釈 1]。《　》は同データベースでは左記の村に含まれていると見られる。（3町140村）

大聖寺町、《山田町領》、橘村、永井村、吉崎村、瀬越村、塩屋村、片野村、黒崎村、上木村、下福田村、右村、三ツ村、荻生村、上福田村、極楽寺村、深田村、《宮村》、橋立村、小塩村、田尻村、高尾村、敷地村、岡村、大聖寺町領、熊坂村、細坪村、百々村、曽宇村、直下村、日谷村、南郷村、菅生村、下河崎村、上河崎村、黒瀬村、荒木村、河南村、別所村、中田村、長谷田村、上原村、塚谷村、山中村、下谷村、菅谷村、栢野村、風谷村、大内村、我谷村、枯淵村、片谷村、坂下村、小杉村、生水村、九谷村、《真砂村》、市谷村、西住村、杉水村、上新保村、大土村、今立村、荒谷村、菅生谷村、滝村、中津原村、四十九院村、塔尾村、柏野村、須谷村、水田丸村、小坂村、横北村、二ツ屋村、上野村、尾俣村、桂谷村、山代村、保賀村、加茂村、中代村、大菅波村、小菅波村、作見村、山田村、尾中村、小塩辻村、大畠村、千崎村、塩浜村、野田村、宮地村、篠原村、《篠原新村》、新保村、《伊切村》、柴山村、潮津村、片山津村、富塚村、弓波村、八日市村、西島村、七日市村、庄村、津波倉村、二子塚村、森村、勅使村、河原村、栄谷村、宇谷村、滝ヶ原村、菩提村、山本村、清水村、桑原村、松山村、小分校村、大分校村、梶井村、動橋村、毛谷村、《河尻村》、中島村、高塚村、打越村、箱宮村、二ツ梨村、荒屋村、湯上村、戸津村、林村、下粟津村、矢田村、《矢田新村》、額見村、月津村、《月津新村》、奥谷村、那谷村、矢田野村
- 明治4年
  - 7月14日（1871年8月29日） - 廃藩置県により大聖寺県の管轄となる。
  - 11月20日（1871年12月31日） - 第1次府県統合により金沢県の管轄となる。
- 明治5年2月2日（1872年3月10日） - 金沢県が改称して石川県となる。
- 明治9年（1876年） - 毛谷村・河尻村が合併して合河村となる。（3町139村）
- 明治10年（1877年） - 小分校村・大分校村が合併して分校村となる。（3町138村）
- 明治11年（1878年）12月17日 - 郡区町村編制法の石川県での施行により、行政区画としての江沼郡が発足。郡役所を大聖寺八間道に設置。

### 町村制以降の沿革

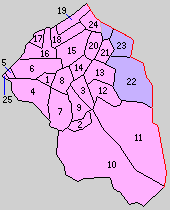
1.大聖寺町 2.山中村 3.山代村 4.三木村 5.瀬越村 6.福田村 7.三谷村 8.南郷村 9.河南村 10.西谷村 11.東谷奥村 12.東谷口村 13.勅使村 14.庄村 15.作見村 16.黒崎村 17.橋立村 18.塩津村 19.篠原村 20.動橋村 21.分校村 22.那谷村 23.矢田野村 24.月津村 25.塩屋村（紫：小松市 桃：加賀市）

- 明治22年（1889年）4月1日 - 町村制の施行により、以下の町村が発足。特記以外は全域が現・加賀市。（1町24村）
  - 大聖寺町 ← 大聖寺町[注釈 2]、山田町領、大聖寺町領
  - 山中村（単独村制）
  - 山代村 ← 山代村、桂谷村、尾俣村
  - 三木村 ← 右村、橘村、奥谷村、永井村、熊坂村
  - 瀬越村 ← 瀬越村、吉崎村
  - 福田村 ← 上福田村、敷地村、岡村、極楽寺村、下福田村、荻生村、三ツ村、菅生村、上木村
  - 三谷村 ← 日谷村、直下村、曽宇村、百々村、細坪村
  - 南郷村 ← 南郷村、下河崎村、上河崎村、中代村、黒瀬村、保賀村
  - 河南村 ← 荒木村、河南村、別所村、塚谷村、上原村、長谷田村、中田村
  - 西谷村 ← 菅谷村、下谷村、栢野村、風谷村、大内村、我谷村、片谷村、坂下村、小杉村、生水村、九谷村、真砂村、枯淵村
  - 東谷奥村 ← 中津原村、荒谷村、今立村、大土村、菅生谷村、滝村、杉水村、西住村、上新保村、市谷村、四十九院村
  - 東谷口村 ← 二ツ屋村、小坂村、横北村、水田丸村、柏野村、須谷村、塔尾村
  - 勅使村 ← 勅使村、宇谷村、栄谷村、山本村、松山村、清水村、河原村、上野村、津波倉村、二子塚村、森村
  - 庄村 ← 加茂村、桑原村、庄村、七日市村、西島村
  - 作見村 ← 作見村、山田村、大菅波村、小菅波村、尾中村、富塚村、片山津村、弓波村
  - 黒崎村 ← 片野村、黒崎村、深田村、宮村、高尾村、田尻村
  - 橋立村 ← 橋立村、小塩村
  - 塩津村 ← 大畠村、千崎村、宮地村、野田村、潮津村、小塩辻村
  - 篠原村 ← 塩浜村、篠原村、篠原新村、伊切村、新保村、柴山村
  - 動橋村 ← 動橋村、中島村、梶井村、八日市村、合河村
  - 分校村 ← 高塚村、打越村、箱宮村、分校村
  - 那谷村 ← 那谷村、菩提村、滝ヶ原村（現・小松市）
  - 矢田野村 ← 矢田野村、下粟津村、林村、荒屋村、二ツ梨村、戸津村、湯上村（現・小松市）
  - 月津村 ← 月津村、額見村、矢田村、矢田新村、月津新村（現・小松市）
  - 塩屋村（単独村制）
- 明治24年（1891年）
  - 7月1日 - 郡制を施行。
  - 11月21日 - 瀬越村の一部（吉崎）が三木村に編入。
- 明治29年（1896年）4月1日 - 篠原村の一部（柴山）が月津村に編入。
- 大正2年（1913年）
  - 2月13日 - 山中村が町制施行して山中町となる。（2町23村）
  - 3月10日 - 山代村が町制施行して山代町となる。（3町22村）
- 大正12年（1923年）4月1日 - 郡会が廃止。郡役所は存続。
- 大正15年（1926年）7月1日 - 郡役所が廃止。以降は地域区分名称となる。
- 昭和5年（1930年）1月1日 - 橋立村・黒崎村が合併し、改めて橋立村が発足。（3町21村）
- 昭和10年（1935年）6月15日 - 福田村が大聖寺町に編入。（3町20村）
- 昭和10年（1935年）時点での当郡の面積は342.02平方km、人口は57,537人（男26,658人・女30,879人）[注釈 6]。
- 昭和17年（1942年）
  - 5月1日 - 庄村が山代町に編入。（3町19村）
  - 11月3日 - 塩津村・作見村が合併して片山津町が発足。（4町17村）
- 昭和22年（1947年）11月3日 - 動橋村が町制施行して動橋町となる。（5町16村）
- 昭和27年（1952年）6月10日 - 橋立村が町制施行して橋立町となる。（6町15村）
- 昭和29年（1954年）
  - 3月10日 - 瀬越村が大聖寺町に編入。（6町14村）
  - 3月31日 - 篠原村が片山津町に編入。（6町13村）
  - 11月3日 - 動橋町・分校村が合併し、改めて動橋町が発足。（6町12村）
- 昭和30年（1955年）
  - 1月20日 - 山代町・勅使村・東谷口村が合併し、改めて山代町が発足。（6町10村）
  - 4月1日（6町4村）
    - 山中町・河南村・西谷村・東谷奥村が合併し、改めて山中町が発足。
    - 那谷村・矢田野村が小松市に編入。
    - 月津村が分割され、一部（柴山）が片山津町、残部（月津・額見・矢田・矢田新・月津新）が小松市に編入。
- 昭和33年（1958年）1月1日 - 大聖寺町・山代町・片山津町・動橋町・橋立町・三谷村・三木村・塩屋村・南郷村が合併して加賀市が発足し、郡より離脱。（1町）
- 昭和35年（1960年）7月1日 - 山中町の一部（河南町・荒木町・別所町）が加賀市に編入。
- 平成17年（2005年）10月1日 - 山中町が加賀市と合併し、改めて加賀市が発足。同日江沼郡消滅。

### 変遷表
| 明治以前   | 明治初年 - 明治22年 | 明治22年 4月1日 町村制施行 | 明治22年 - 大正15年           | 昭和元年 - 昭和24年            | 昭和25年 - 昭和32年            | 昭和33年 - 昭和64年         | 平成元年 - 現在        | 現在   |
| ---------- | ------------------- | -------------------------- | ----------------------------- | ------------------------------ | ------------------------------ | --------------------------- | ---------------------- | ------ |
| 山中村     | 山中村              | 山中村                     | 大正2年2月15日 町制 山中町    | 山中町                         | 昭和30年4月1日 山中町          | 山中町                      | 平成17年10月1日 加賀市 | 加賀市 |
| 菅谷村     | 菅谷村              | 西谷村                     | 西谷村                        | 西谷村                         | 昭和30年4月1日 山中町          | 山中町                      | 平成17年10月1日 加賀市 | 加賀市 |
| 下谷村     | 下谷村              | 西谷村                     | 西谷村                        | 西谷村                         | 昭和30年4月1日 山中町          | 山中町                      | 平成17年10月1日 加賀市 | 加賀市 |
| 栢野村     | 栢野村              | 西谷村                     | 西谷村                        | 西谷村                         | 昭和30年4月1日 山中町          | 山中町                      | 平成17年10月1日 加賀市 | 加賀市 |
| 風谷村     | 風谷村              | 西谷村                     | 西谷村                        | 西谷村                         | 昭和30年4月1日 山中町          | 山中町                      | 平成17年10月1日 加賀市 | 加賀市 |
| 大内村     | 大内村              | 西谷村                     | 西谷村                        | 西谷村                         | 昭和30年4月1日 山中町          | 山中町                      | 平成17年10月1日 加賀市 | 加賀市 |
| 我谷村     | 我谷村              | 西谷村                     | 西谷村                        | 西谷村                         | 昭和30年4月1日 山中町          | 山中町                      | 平成17年10月1日 加賀市 | 加賀市 |
| 片谷村     | 片谷村              | 西谷村                     | 西谷村                        | 西谷村                         | 昭和30年4月1日 山中町          | 山中町                      | 平成17年10月1日 加賀市 | 加賀市 |
| 坂下村     | 坂下村              | 西谷村                     | 西谷村                        | 西谷村                         | 昭和30年4月1日 山中町          | 山中町                      | 平成17年10月1日 加賀市 | 加賀市 |
| 小杉村     | 小杉村              | 西谷村                     | 西谷村                        | 西谷村                         | 昭和30年4月1日 山中町          | 山中町                      | 平成17年10月1日 加賀市 | 加賀市 |
| 生水村     | 生水村              | 西谷村                     | 西谷村                        | 西谷村                         | 昭和30年4月1日 山中町          | 山中町                      | 平成17年10月1日 加賀市 | 加賀市 |
| 九谷村     | 九谷村              | 西谷村                     | 西谷村                        | 西谷村                         | 昭和30年4月1日 山中町          | 山中町                      | 平成17年10月1日 加賀市 | 加賀市 |
| 真砂村     | 真砂村              | 西谷村                     | 西谷村                        | 西谷村                         | 昭和30年4月1日 山中町          | 山中町                      | 平成17年10月1日 加賀市 | 加賀市 |
| 枯淵村     | 枯淵村              | 西谷村                     | 西谷村                        | 西谷村                         | 昭和30年4月1日 山中町          | 山中町                      | 平成17年10月1日 加賀市 | 加賀市 |
| 中津原村   | 中津原村            | 東谷奥村                   | 東谷奥村                      | 東谷奥村                       | 昭和30年4月1日 山中町          | 山中町                      | 平成17年10月1日 加賀市 | 加賀市 |
| 荒谷村     | 荒谷村              | 東谷奥村                   | 東谷奥村                      | 東谷奥村                       | 昭和30年4月1日 山中町          | 山中町                      | 平成17年10月1日 加賀市 | 加賀市 |
| 今立村     | 今立村              | 東谷奥村                   | 東谷奥村                      | 東谷奥村                       | 昭和30年4月1日 山中町          | 山中町                      | 平成17年10月1日 加賀市 | 加賀市 |
| 大土村     | 大土村              | 東谷奥村                   | 東谷奥村                      | 東谷奥村                       | 昭和30年4月1日 山中町          | 山中町                      | 平成17年10月1日 加賀市 | 加賀市 |
| 菅生谷村   | 菅生谷村            | 東谷奥村                   | 東谷奥村                      | 東谷奥村                       | 昭和30年4月1日 山中町          | 山中町                      | 平成17年10月1日 加賀市 | 加賀市 |
| 滝村       | 滝村                | 東谷奥村                   | 東谷奥村                      | 東谷奥村                       | 昭和30年4月1日 山中町          | 山中町                      | 平成17年10月1日 加賀市 | 加賀市 |
| 杉水村     | 杉水村              | 東谷奥村                   | 東谷奥村                      | 東谷奥村                       | 昭和30年4月1日 山中町          | 山中町                      | 平成17年10月1日 加賀市 | 加賀市 |
| 西住村     | 西住村              | 東谷奥村                   | 東谷奥村                      | 東谷奥村                       | 昭和30年4月1日 山中町          | 山中町                      | 平成17年10月1日 加賀市 | 加賀市 |
| 上新保村   | 上新保村            | 東谷奥村                   | 東谷奥村                      | 東谷奥村                       | 昭和30年4月1日 山中町          | 山中町                      | 平成17年10月1日 加賀市 | 加賀市 |
| 市谷村     | 市谷村              | 東谷奥村                   | 東谷奥村                      | 東谷奥村                       | 昭和30年4月1日 山中町          | 山中町                      | 平成17年10月1日 加賀市 | 加賀市 |
| 四十九院村 | 四十九院村          | 東谷奥村                   | 東谷奥村                      | 東谷奥村                       | 昭和30年4月1日 山中町          | 山中町                      | 平成17年10月1日 加賀市 | 加賀市 |
| 塚谷村     | 塚谷村              | 河南村                     | 河南村                        | 河南村                         | 昭和30年4月1日 山中町          | 山中町                      | 平成17年10月1日 加賀市 | 加賀市 |
| 上原村     | 上原村              | 河南村                     | 河南村                        | 河南村                         | 昭和30年4月1日 山中町          | 山中町                      | 平成17年10月1日 加賀市 | 加賀市 |
| 長谷田村   | 長谷田村            | 河南村                     | 河南村                        | 河南村                         | 昭和30年4月1日 山中町          | 山中町                      | 平成17年10月1日 加賀市 | 加賀市 |
| 中田村     | 中田村              | 河南村                     | 河南村                        | 河南村                         | 昭和30年4月1日 山中町          | 山中町                      | 平成17年10月1日 加賀市 | 加賀市 |
| 荒木村     | 荒木村              | 河南村                     | 河南村                        | 河南村                         | 昭和30年4月1日 山中町          | 昭和35年7月1日 加賀市に編入 | 平成17年10月1日 加賀市 | 加賀市 |
| 河南村     | 河南村              | 河南村                     | 河南村                        | 河南村                         | 昭和30年4月1日 山中町          | 昭和35年7月1日 加賀市に編入 | 平成17年10月1日 加賀市 | 加賀市 |
| 別所村     | 別所村              | 河南村                     | 河南村                        | 河南村                         | 昭和30年4月1日 山中町          | 昭和35年7月1日 加賀市に編入 | 平成17年10月1日 加賀市 | 加賀市 |
| 山代村     | 山代村              | 山代村                     | 大正2年3月10日 町制 山代町    | 山代町                         | 昭和30年1月20日 山代町         | 昭和33年1月1日 加賀市       | 平成17年10月1日 加賀市 | 加賀市 |
| 桂谷村     | 桂谷村              | 山代村                     | 大正2年3月10日 町制 山代町    | 山代町                         | 昭和30年1月20日 山代町         | 昭和33年1月1日 加賀市       | 平成17年10月1日 加賀市 | 加賀市 |
| 尾俣村     | 尾俣村              | 山代村                     | 大正2年3月10日 町制 山代町    | 山代町                         | 昭和30年1月20日 山代町         | 昭和33年1月1日 加賀市       | 平成17年10月1日 加賀市 | 加賀市 |
| 加茂村     | 加茂村              | 庄村                       | 庄村                          | 昭和17年5月1日 山代町に編入    | 昭和30年1月20日 山代町         | 昭和33年1月1日 加賀市       | 平成17年10月1日 加賀市 | 加賀市 |
| 桑原村     | 桑原村              | 庄村                       | 庄村                          | 昭和17年5月1日 山代町に編入    | 昭和30年1月20日 山代町         | 昭和33年1月1日 加賀市       | 平成17年10月1日 加賀市 | 加賀市 |
| 庄村       | 庄村                | 庄村                       | 庄村                          | 昭和17年5月1日 山代町に編入    | 昭和30年1月20日 山代町         | 昭和33年1月1日 加賀市       | 平成17年10月1日 加賀市 | 加賀市 |
| 七日市村   | 七日市村            | 庄村                       | 庄村                          | 昭和17年5月1日 山代町に編入    | 昭和30年1月20日 山代町         | 昭和33年1月1日 加賀市       | 平成17年10月1日 加賀市 | 加賀市 |
| 西島村     | 西島村              | 庄村                       | 庄村                          | 昭和17年5月1日 山代町に編入    | 昭和30年1月20日 山代町         | 昭和33年1月1日 加賀市       | 平成17年10月1日 加賀市 | 加賀市 |
| 二ツ屋村   | 二ツ屋村            | 東谷口村                   | 東谷口村                      | 東谷口村                       | 昭和30年1月20日 山代町         | 昭和33年1月1日 加賀市       | 平成17年10月1日 加賀市 | 加賀市 |
| 小坂村     | 小坂村              | 東谷口村                   | 東谷口村                      | 東谷口村                       | 昭和30年1月20日 山代町         | 昭和33年1月1日 加賀市       | 平成17年10月1日 加賀市 | 加賀市 |
| 横北村     | 横北村              | 東谷口村                   | 東谷口村                      | 東谷口村                       | 昭和30年1月20日 山代町         | 昭和33年1月1日 加賀市       | 平成17年10月1日 加賀市 | 加賀市 |
| 水田丸村   | 水田丸村            | 東谷口村                   | 東谷口村                      | 東谷口村                       | 昭和30年1月20日 山代町         | 昭和33年1月1日 加賀市       | 平成17年10月1日 加賀市 | 加賀市 |
| 柏野村     | 柏野村              | 東谷口村                   | 東谷口村                      | 東谷口村                       | 昭和30年1月20日 山代町         | 昭和33年1月1日 加賀市       | 平成17年10月1日 加賀市 | 加賀市 |
| 須谷村     | 須谷村              | 東谷口村                   | 東谷口村                      | 東谷口村                       | 昭和30年1月20日 山代町         | 昭和33年1月1日 加賀市       | 平成17年10月1日 加賀市 | 加賀市 |
| 塔尾村     | 塔尾村              | 東谷口村                   | 東谷口村                      | 東谷口村                       | 昭和30年1月20日 山代町         | 昭和33年1月1日 加賀市       | 平成17年10月1日 加賀市 | 加賀市 |
| 勅使村     | 勅使村              | 勅使村                     | 勅使村                        | 勅使村                         | 昭和30年1月20日 山代町         | 昭和33年1月1日 加賀市       | 平成17年10月1日 加賀市 | 加賀市 |
| 宇谷村     | 宇谷村              | 勅使村                     | 勅使村                        | 勅使村                         | 昭和30年1月20日 山代町         | 昭和33年1月1日 加賀市       | 平成17年10月1日 加賀市 | 加賀市 |
| 栄谷村     | 栄谷村              | 勅使村                     | 勅使村                        | 勅使村                         | 昭和30年1月20日 山代町         | 昭和33年1月1日 加賀市       | 平成17年10月1日 加賀市 | 加賀市 |
| 山本村     | 山本村              | 勅使村                     | 勅使村                        | 勅使村                         | 昭和30年1月20日 山代町         | 昭和33年1月1日 加賀市       | 平成17年10月1日 加賀市 | 加賀市 |
| 松山村     | 松山村              | 勅使村                     | 勅使村                        | 勅使村                         | 昭和30年1月20日 山代町         | 昭和33年1月1日 加賀市       | 平成17年10月1日 加賀市 | 加賀市 |
| 清水村     | 清水村              | 勅使村                     | 勅使村                        | 勅使村                         | 昭和30年1月20日 山代町         | 昭和33年1月1日 加賀市       | 平成17年10月1日 加賀市 | 加賀市 |
| 河原村     | 河原村              | 勅使村                     | 勅使村                        | 勅使村                         | 昭和30年1月20日 山代町         | 昭和33年1月1日 加賀市       | 平成17年10月1日 加賀市 | 加賀市 |
| 上野村     | 上野村              | 勅使村                     | 勅使村                        | 勅使村                         | 昭和30年1月20日 山代町         | 昭和33年1月1日 加賀市       | 平成17年10月1日 加賀市 | 加賀市 |
| 津波倉村   | 津波倉村            | 勅使村                     | 勅使村                        | 勅使村                         | 昭和30年1月20日 山代町         | 昭和33年1月1日 加賀市       | 平成17年10月1日 加賀市 | 加賀市 |
| 二子塚村   | 二子塚村            | 勅使村                     | 勅使村                        | 勅使村                         | 昭和30年1月20日 山代町         | 昭和33年1月1日 加賀市       | 平成17年10月1日 加賀市 | 加賀市 |
| 森村       | 森村                | 勅使村                     | 勅使村                        | 勅使村                         | 昭和30年1月20日 山代町         | 昭和33年1月1日 加賀市       | 平成17年10月1日 加賀市 | 加賀市 |
| 大聖寺町   | 大聖寺町            | 大聖寺町                   | 大聖寺町                      | 大聖寺町                       | 大聖寺町                       | 昭和33年1月1日 加賀市       | 平成17年10月1日 加賀市 | 加賀市 |
| 山田町領   | 山田町領            | 大聖寺町                   | 大聖寺町                      | 大聖寺町                       | 大聖寺町                       | 昭和33年1月1日 加賀市       | 平成17年10月1日 加賀市 | 加賀市 |
| 大聖寺町領 | 大聖寺町領          | 大聖寺町                   | 大聖寺町                      | 大聖寺町                       | 大聖寺町                       | 昭和33年1月1日 加賀市       | 平成17年10月1日 加賀市 | 加賀市 |
| 上福田村   | 上福田村            | 福田村                     | 福田村                        | 昭和10年6月15日 大聖寺町に編入 | 大聖寺町                       | 昭和33年1月1日 加賀市       | 平成17年10月1日 加賀市 | 加賀市 |
| 敷地村     | 敷地村              | 福田村                     | 福田村                        | 昭和10年6月15日 大聖寺町に編入 | 大聖寺町                       | 昭和33年1月1日 加賀市       | 平成17年10月1日 加賀市 | 加賀市 |
| 岡村       | 岡村                | 福田村                     | 福田村                        | 昭和10年6月15日 大聖寺町に編入 | 大聖寺町                       | 昭和33年1月1日 加賀市       | 平成17年10月1日 加賀市 | 加賀市 |
| 極楽寺村   | 極楽寺村            | 福田村                     | 福田村                        | 昭和10年6月15日 大聖寺町に編入 | 大聖寺町                       | 昭和33年1月1日 加賀市       | 平成17年10月1日 加賀市 | 加賀市 |
| 下福田村   | 下福田村            | 福田村                     | 福田村                        | 昭和10年6月15日 大聖寺町に編入 | 大聖寺町                       | 昭和33年1月1日 加賀市       | 平成17年10月1日 加賀市 | 加賀市 |
| 荻生村     | 荻生村              | 福田村                     | 福田村                        | 昭和10年6月15日 大聖寺町に編入 | 大聖寺町                       | 昭和33年1月1日 加賀市       | 平成17年10月1日 加賀市 | 加賀市 |
| 三ツ村     | 三ツ村              | 福田村                     | 福田村                        | 昭和10年6月15日 大聖寺町に編入 | 大聖寺町                       | 昭和33年1月1日 加賀市       | 平成17年10月1日 加賀市 | 加賀市 |
| 菅生村     | 菅生村              | 福田村                     | 福田村                        | 昭和10年6月15日 大聖寺町に編入 | 大聖寺町                       | 昭和33年1月1日 加賀市       | 平成17年10月1日 加賀市 | 加賀市 |
| 上木村     | 上木村              | 福田村                     | 福田村                        | 昭和10年6月15日 大聖寺町に編入 | 大聖寺町                       | 昭和33年1月1日 加賀市       | 平成17年10月1日 加賀市 | 加賀市 |
| 瀬越村     | 瀬越村              | 瀬越村                     | 瀬越村                        | 瀬越村                         | 昭和29年3月10日 大聖寺町に編入 | 昭和33年1月1日 加賀市       | 平成17年10月1日 加賀市 | 加賀市 |
| 吉崎村     | 吉崎村              | 瀬越村                     | 明治24年11月21日 三木村に編入 | 三木村                         | 三木村                         | 昭和33年1月1日 加賀市       | 平成17年10月1日 加賀市 | 加賀市 |
| 右村       | 右村                | 三木村                     | 三木村                        | 三木村                         | 三木村                         | 昭和33年1月1日 加賀市       | 平成17年10月1日 加賀市 | 加賀市 |
| 橘村       | 橘村                | 三木村                     | 三木村                        | 三木村                         | 三木村                         | 昭和33年1月1日 加賀市       | 平成17年10月1日 加賀市 | 加賀市 |
| 奥谷村     | 奥谷村              | 三木村                     | 三木村                        | 三木村                         | 三木村                         | 昭和33年1月1日 加賀市       | 平成17年10月1日 加賀市 | 加賀市 |
| 永井村     | 永井村              | 三木村                     | 三木村                        | 三木村                         | 三木村                         | 昭和33年1月1日 加賀市       | 平成17年10月1日 加賀市 | 加賀市 |
| 熊坂村     | 熊坂村              | 三木村                     | 三木村                        | 三木村                         | 三木村                         | 昭和33年1月1日 加賀市       | 平成17年10月1日 加賀市 | 加賀市 |
| 塩屋村     | 塩屋村              | 塩屋村                     | 塩屋村                        | 塩屋村                         | 塩屋村                         | 昭和33年1月1日 加賀市       | 平成17年10月1日 加賀市 | 加賀市 |
| 日谷村     | 日谷村              | 三谷村                     | 三谷村                        | 三谷村                         | 三谷村                         | 昭和33年1月1日 加賀市       | 平成17年10月1日 加賀市 | 加賀市 |
| 直下村     | 直下村              | 三谷村                     | 三谷村                        | 三谷村                         | 三谷村                         | 昭和33年1月1日 加賀市       | 平成17年10月1日 加賀市 | 加賀市 |
| 曽宇村     | 曽宇村              | 三谷村                     | 三谷村                        | 三谷村                         | 三谷村                         | 昭和33年1月1日 加賀市       | 平成17年10月1日 加賀市 | 加賀市 |
| 百々村     | 百々村              | 三谷村                     | 三谷村                        | 三谷村                         | 三谷村                         | 昭和33年1月1日 加賀市       | 平成17年10月1日 加賀市 | 加賀市 |
| 細坪村     | 細坪村              | 三谷村                     | 三谷村                        | 三谷村                         | 三谷村                         | 昭和33年1月1日 加賀市       | 平成17年10月1日 加賀市 | 加賀市 |
| 南郷村     | 南郷村              | 南郷村                     | 南郷村                        | 南郷村                         | 南郷村                         | 昭和33年1月1日 加賀市       | 平成17年10月1日 加賀市 | 加賀市 |
| 下河崎村   | 下河崎村            | 南郷村                     | 南郷村                        | 南郷村                         | 南郷村                         | 昭和33年1月1日 加賀市       | 平成17年10月1日 加賀市 | 加賀市 |
| 上河崎村   | 上河崎村            | 南郷村                     | 南郷村                        | 南郷村                         | 南郷村                         | 昭和33年1月1日 加賀市       | 平成17年10月1日 加賀市 | 加賀市 |
| 中代村     | 中代村              | 南郷村                     | 南郷村                        | 南郷村                         | 南郷村                         | 昭和33年1月1日 加賀市       | 平成17年10月1日 加賀市 | 加賀市 |
| 黒瀬村     | 黒瀬村              | 南郷村                     | 南郷村                        | 南郷村                         | 南郷村                         | 昭和33年1月1日 加賀市       | 平成17年10月1日 加賀市 | 加賀市 |
| 保賀村     | 保賀村              | 南郷村                     | 南郷村                        | 南郷村                         | 南郷村                         | 昭和33年1月1日 加賀市       | 平成17年10月1日 加賀市 | 加賀市 |
| 橋立村     | 橋立村              | 橋立村                     | 橋立村                        | 昭和5年1月1日 橋立村           | 昭和27年6月10日 町制 橋立町    | 昭和33年1月1日 加賀市       | 平成17年10月1日 加賀市 | 加賀市 |
| 小塩村     | 小塩村              | 橋立村                     | 橋立村                        | 昭和5年1月1日 橋立村           | 昭和27年6月10日 町制 橋立町    | 昭和33年1月1日 加賀市       | 平成17年10月1日 加賀市 | 加賀市 |
| 片野村     | 片野村              | 黒崎村                     | 黒崎村                        | 昭和5年1月1日 橋立村           | 昭和27年6月10日 町制 橋立町    | 昭和33年1月1日 加賀市       | 平成17年10月1日 加賀市 | 加賀市 |
| 黒崎村     | 黒崎村              | 黒崎村                     | 黒崎村                        | 昭和5年1月1日 橋立村           | 昭和27年6月10日 町制 橋立町    | 昭和33年1月1日 加賀市       | 平成17年10月1日 加賀市 | 加賀市 |
| 深田村     | 深田村              | 黒崎村                     | 黒崎村                        | 昭和5年1月1日 橋立村           | 昭和27年6月10日 町制 橋立町    | 昭和33年1月1日 加賀市       | 平成17年10月1日 加賀市 | 加賀市 |
| 宮村       | 宮村                | 黒崎村                     | 黒崎村                        | 昭和5年1月1日 橋立村           | 昭和27年6月10日 町制 橋立町    | 昭和33年1月1日 加賀市       | 平成17年10月1日 加賀市 | 加賀市 |
| 高尾村     | 高尾村              | 黒崎村                     | 黒崎村                        | 昭和5年1月1日 橋立村           | 昭和27年6月10日 町制 橋立町    | 昭和33年1月1日 加賀市       | 平成17年10月1日 加賀市 | 加賀市 |
| 田尻村     | 田尻村              | 黒崎村                     | 黒崎村                        | 昭和5年1月1日 橋立村           | 昭和27年6月10日 町制 橋立町    | 昭和33年1月1日 加賀市       | 平成17年10月1日 加賀市 | 加賀市 |
| 動橋村     | 動橋村              | 動橋村                     | 動橋村                        | 昭和22年11月3日 町制 動橋町    | 昭和29年11月3日 動橋町         | 昭和33年1月1日 加賀市       | 平成17年10月1日 加賀市 | 加賀市 |
| 中島村     | 中島村              | 動橋村                     | 動橋村                        | 昭和22年11月3日 町制 動橋町    | 昭和29年11月3日 動橋町         | 昭和33年1月1日 加賀市       | 平成17年10月1日 加賀市 | 加賀市 |
| 梶井村     | 梶井村              | 動橋村                     | 動橋村                        | 昭和22年11月3日 町制 動橋町    | 昭和29年11月3日 動橋町         | 昭和33年1月1日 加賀市       | 平成17年10月1日 加賀市 | 加賀市 |
| 八日市村   | 八日市村            | 動橋村                     | 動橋村                        | 昭和22年11月3日 町制 動橋町    | 昭和29年11月3日 動橋町         | 昭和33年1月1日 加賀市       | 平成17年10月1日 加賀市 | 加賀市 |
| 毛谷村     | 明治9年 合河村      | 動橋村                     | 動橋村                        | 昭和22年11月3日 町制 動橋町    | 昭和29年11月3日 動橋町         | 昭和33年1月1日 加賀市       | 平成17年10月1日 加賀市 | 加賀市 |
| 河尻村     | 明治9年 合河村      | 動橋村                     | 動橋村                        | 昭和22年11月3日 町制 動橋町    | 昭和29年11月3日 動橋町         | 昭和33年1月1日 加賀市       | 平成17年10月1日 加賀市 | 加賀市 |
| 高塚村     | 高塚村              | 分校村                     | 分校村                        | 分校村                         | 昭和29年11月3日 動橋町         | 昭和33年1月1日 加賀市       | 平成17年10月1日 加賀市 | 加賀市 |
| 打越村     | 打越村              | 分校村                     | 分校村                        | 分校村                         | 昭和29年11月3日 動橋町         | 昭和33年1月1日 加賀市       | 平成17年10月1日 加賀市 | 加賀市 |
| 箱宮村     | 箱宮村              | 分校村                     | 分校村                        | 分校村                         | 昭和29年11月3日 動橋町         | 昭和33年1月1日 加賀市       | 平成17年10月1日 加賀市 | 加賀市 |
| 小分校村   | 明治10年 分校村     | 分校村                     | 分校村                        | 分校村                         | 昭和29年11月3日 動橋町         | 昭和33年1月1日 加賀市       | 平成17年10月1日 加賀市 | 加賀市 |
| 大分校村   | 明治10年 分校村     | 分校村                     | 分校村                        | 分校村                         | 昭和29年11月3日 動橋町         | 昭和33年1月1日 加賀市       | 平成17年10月1日 加賀市 | 加賀市 |
| 作見村     | 作見村              | 作見村                     | 作見村                        | 昭和17年11月3日 片山津町       | 片山津町                       | 昭和33年1月1日 加賀市       | 平成17年10月1日 加賀市 | 加賀市 |
| 山田村     | 山田村              | 作見村                     | 作見村                        | 昭和17年11月3日 片山津町       | 片山津町                       | 昭和33年1月1日 加賀市       | 平成17年10月1日 加賀市 | 加賀市 |
| 大菅波村   | 大菅波村            | 作見村                     | 作見村                        | 昭和17年11月3日 片山津町       | 片山津町                       | 昭和33年1月1日 加賀市       | 平成17年10月1日 加賀市 | 加賀市 |
| 小菅波村   | 小菅波村            | 作見村                     | 作見村                        | 昭和17年11月3日 片山津町       | 片山津町                       | 昭和33年1月1日 加賀市       | 平成17年10月1日 加賀市 | 加賀市 |
| 尾中村     | 尾中村              | 作見村                     | 作見村                        | 昭和17年11月3日 片山津町       | 片山津町                       | 昭和33年1月1日 加賀市       | 平成17年10月1日 加賀市 | 加賀市 |
| 富塚村     | 富塚村              | 作見村                     | 作見村                        | 昭和17年11月3日 片山津町       | 片山津町                       | 昭和33年1月1日 加賀市       | 平成17年10月1日 加賀市 | 加賀市 |
| 片山津村   | 片山津村            | 作見村                     | 作見村                        | 昭和17年11月3日 片山津町       | 片山津町                       | 昭和33年1月1日 加賀市       | 平成17年10月1日 加賀市 | 加賀市 |
| 弓波村     | 弓波村              | 作見村                     | 作見村                        | 昭和17年11月3日 片山津町       | 片山津町                       | 昭和33年1月1日 加賀市       | 平成17年10月1日 加賀市 | 加賀市 |
| 大畠村     | 大畠村              | 塩津村                     | 塩津村                        | 昭和17年11月3日 片山津町       | 片山津町                       | 昭和33年1月1日 加賀市       | 平成17年10月1日 加賀市 | 加賀市 |
| 千崎村     | 千崎村              | 塩津村                     | 塩津村                        | 昭和17年11月3日 片山津町       | 片山津町                       | 昭和33年1月1日 加賀市       | 平成17年10月1日 加賀市 | 加賀市 |
| 宮地村     | 宮地村              | 塩津村                     | 塩津村                        | 昭和17年11月3日 片山津町       | 片山津町                       | 昭和33年1月1日 加賀市       | 平成17年10月1日 加賀市 | 加賀市 |
| 野田村     | 野田村              | 塩津村                     | 塩津村                        | 昭和17年11月3日 片山津町       | 片山津町                       | 昭和33年1月1日 加賀市       | 平成17年10月1日 加賀市 | 加賀市 |
| 潮津村     | 潮津村              | 塩津村                     | 塩津村                        | 昭和17年11月3日 片山津町       | 片山津町                       | 昭和33年1月1日 加賀市       | 平成17年10月1日 加賀市 | 加賀市 |
| 小塩辻村   | 小塩辻村            | 塩津村                     | 塩津村                        | 昭和17年11月3日 片山津町       | 片山津町                       | 昭和33年1月1日 加賀市       | 平成17年10月1日 加賀市 | 加賀市 |
| 塩浜村     | 塩浜村              | 篠原村                     | 篠原村                        | 篠原村                         | 昭和29年3月31日 片山津町に編入 | 昭和33年1月1日 加賀市       | 平成17年10月1日 加賀市 | 加賀市 |
| 篠原村     | 篠原村              | 篠原村                     | 篠原村                        | 篠原村                         | 昭和29年3月31日 片山津町に編入 | 昭和33年1月1日 加賀市       | 平成17年10月1日 加賀市 | 加賀市 |
| 篠原新村   | 篠原新村            | 篠原村                     | 篠原村                        | 篠原村                         | 昭和29年3月31日 片山津町に編入 | 昭和33年1月1日 加賀市       | 平成17年10月1日 加賀市 | 加賀市 |
| 伊切村     | 伊切村              | 篠原村                     | 篠原村                        | 篠原村                         | 昭和29年3月31日 片山津町に編入 | 昭和33年1月1日 加賀市       | 平成17年10月1日 加賀市 | 加賀市 |
| 新保村     | 新保村              | 篠原村                     | 篠原村                        | 篠原村                         | 昭和29年3月31日 片山津町に編入 | 昭和33年1月1日 加賀市       | 平成17年10月1日 加賀市 | 加賀市 |
| 柴山村     | 柴山村              | 篠原村                     | 明治29年4月1日 月津村に編入   | 月津村                         | 昭和30年4月1日 片山津町に編入  | 昭和33年1月1日 加賀市       | 平成17年10月1日 加賀市 | 加賀市 |
| 月津村     | 月津村              | 月津村                     | 月津村                        | 月津村                         | 昭和30年4月1日 小松市に編入    | 小松市                      | 小松市                 | 小松市 |
| 額見村     | 額見村              | 月津村                     | 月津村                        | 月津村                         | 昭和30年4月1日 小松市に編入    | 小松市                      | 小松市                 | 小松市 |
| 矢田村     | 矢田村              | 月津村                     | 月津村                        | 月津村                         | 昭和30年4月1日 小松市に編入    | 小松市                      | 小松市                 | 小松市 |
| 矢田新村   | 矢田新村            | 月津村                     | 月津村                        | 月津村                         | 昭和30年4月1日 小松市に編入    | 小松市                      | 小松市                 | 小松市 |
| 月津新村   | 月津新村            | 月津村                     | 月津村                        | 月津村                         | 昭和30年4月1日 小松市に編入    | 小松市                      | 小松市                 | 小松市 |
| 那谷村     | 那谷村              | 那谷村                     | 那谷村                        | 那谷村                         | 昭和30年4月1日 小松市に編入    | 小松市                      | 小松市                 | 小松市 |
| 菩提村     | 菩提村              | 那谷村                     | 那谷村                        | 那谷村                         | 昭和30年4月1日 小松市に編入    | 小松市                      | 小松市                 | 小松市 |
| 滝ヶ原村   | 滝ヶ原村            | 那谷村                     | 那谷村                        | 那谷村                         | 昭和30年4月1日 小松市に編入    | 小松市                      | 小松市                 | 小松市 |
| 矢田野村   | 矢田野村            | 矢田野村                   | 矢田野村                      | 矢田野村                       | 昭和30年4月1日 小松市に編入    | 小松市                      | 小松市                 | 小松市 |
| 下粟津村   | 下粟津村            | 矢田野村                   | 矢田野村                      | 矢田野村                       | 昭和30年4月1日 小松市に編入    | 小松市                      | 小松市                 | 小松市 |
| 林村       | 林村                | 矢田野村                   | 矢田野村                      | 矢田野村                       | 昭和30年4月1日 小松市に編入    | 小松市                      | 小松市                 | 小松市 |
| 荒屋村     | 荒屋村              | 矢田野村                   | 矢田野村                      | 矢田野村                       | 昭和30年4月1日 小松市に編入    | 小松市                      | 小松市                 | 小松市 |
| 二ツ梨村   | 二ツ梨村            | 矢田野村                   | 矢田野村                      | 矢田野村                       | 昭和30年4月1日 小松市に編入    | 小松市                      | 小松市                 | 小松市 |
| 戸津村     | 戸津村              | 矢田野村                   | 矢田野村                      | 矢田野村                       | 昭和30年4月1日 小松市に編入    | 小松市                      | 小松市                 | 小松市 |
| 湯上村     | 湯上村              | 矢田野村                   | 矢田野村                      | 矢田野村                       | 昭和30年4月1日 小松市に編入    | 小松市                      | 小松市                 | 小松市 |

## 行政
| 代 | 氏名       | 就任                       | 退任                       | 前職                           | 後職             |
| -- | ---------- | -------------------------- | -------------------------- | ------------------------------ | ---------------- |
| 1  | 伊藤市郎   | 1878年（明治11年）12月7日  | 1879年（明治12年）7月23日  | 元内務省三等属兼鹿児島県二等属 | 死去             |
| 2  | 津田弘     | 1879年（明治12年）8月      | 1880年（明治13年）9月25日  | 不詳                           | 依願免本官       |
| 3  | 唯武連     | 1880年（明治13年）11月5日  | 1883年（明治16年）1月19日  | 石川県五等警部                 | 依願免本官       |
| 4  | 滝謙       | 1883年（明治16年）1月23日  | 1884年（明治17年）10月29日 | 石川県七等属                   | 死去             |
| 5  | 大塚志良   | 1884年（明治17年）12月26日 | 1891年（明治24年）7月21日  | 元石川県中属                   | 能美郡長         |
| 6  | 長野範亮   | 1891年（明治24年）7月21日  | 1892年（明治25年）3月7日   | 石川県警部                     | 能美郡長         |
| 7  | 大野木克俊 | 1892年（明治25年）3月7日   | 1897年（明治30年）9月11日  | 鹿島郡長                       | 非職             |
| 8  | 丹羽幹     | 1897年（明治30年）9月13日  | 1903年（明治36年）3月31日  | 京都府警部                     | 鳳至郡長         |
| 9  | 松島喜五郎 | 1903年（明治36年）3月31日  | 1907年（明治40年）4月6日   | 羽咋郡長                       | 依願免本官       |
| 10 | 土田伊蔵   | 1907年（明治40年）4月12日  | 1911年（明治44年）5月19日  | 羽咋郡長                       | 石川郡長         |
| 11 | 吉田直矩   | 1911年（明治44年）5月19日  | 1914年（大正3年）3月9日    | 鳳至郡長                       | 羽咋郡長         |
| 12 | 山口信定   | 1914年（大正3年）3月9日    | 1914年（大正3年）8月21日   | 羽咋郡長                       | 能美郡長         |
| 13 | 尾上賢次郎 | 1914年（大正3年）8月21日   | 1915年（大正4年）7月1日    | 鳳至郡長                       | 青森県南津軽郡長 |
| 14 | 栗林豊作   | 1915年（大正4年）7月1日    | 1917年（大正6年）10月24日  | 北海道庁支庁長                 | 熊本県下益城郡長 |
| 15 | 福井茂一   | 1917年（大正6年）10月24日  | 1921年（大正10年）9月22日  | 熊本県葦北郡長                 | 佐賀県理事官     |
| 16 | 井村貞吉   | 1921年（大正10年）9月22日  | 1923年（大正12年）12月27日 | 石川県属                       | 鹿島郡長         |
| 17 | 高田義清   | 1923年（大正12年）12月27日 | 1924年（大正13年）12月13日 | 石川県警部                     | 依願免本官       |
| 18 | 高田清作   | 1924年（大正13年）12月13日 | 1926年（大正15年）7月1日   | 石川県属兼石川県警部           | 廃官             |